# 沖縄平和運動センター
沖縄平和運動センター（おきなわへいわうんどうセンター）は、日本の社会運動団体である。沖縄県内における略称は「平和センター」。
2015年12月に発足した「オール沖縄会議」の主要構成団体のひとつである。

## 概要
- 1993年に、護憲反安保県民会議と沖縄県原水協[注 1]を統合する形で設立された[1]。
- 反戦平和運動をすすめていくことを目的として設立された[5]。
- 原水爆禁止日本国民会議（原水禁）加盟団体である[6]。

各地の「平和センター」と同様に、日本労働組合総連合会の「日米安保堅持」の方針と整合を取るために労働組合と別個の組織として設立されているが、資金源は労組で役員も労組幹部が兼任している。「平和センター」を冠する組織で大規模デモや実力行動を実行できるのは、現在の日本では本団体のみであるといわれる。
代表者である議長の山城博治は2016年8月に東村高江で沖縄防衛局職員に暴行を加えたとして傷害罪などで執行猶予付き懲役刑の有罪判決をうけている。高江ヘリパッド問題も参照せよ。

## 幹事体制
サイトより（2023年2月現在）
| 役職       | 氏名       | 所属               |
| ---------- | ---------- | ------------------ |
| 共同代表   | 仲宗根哲   | 自治労             |
| ”          | 上原邦夫   | 沖教組             |
| ”          | 上里善清   | 社民党             |
| ”          | 比嘉京子   | 社大党             |
| 事務局長   | 岸本喬     | 事務局             |
| 事務局次長 | 宮里勝     | 自治労             |
| ”          | 比嘉公代   | 沖教組             |
| 幹事       | 長峰卓弥   | 高教組             |
| ”          | 比嘉貞夫   | 国公労             |
| ”          | 佐久川正実 | 私鉄沖縄           |
| ”          | 諸見力     | 全港湾             |
| ”          | 知花幸明   | フード連合         |
| ”          | 比嘉基     | マスコミ労協       |
| ”          | 大城由美子 | 第一次産業労連     |
| ”          | 川野純治   | 社民党             |
| ”          | 上原快佐   | 社大党             |
| 会計監査   | 伊集智     | 全水道             |
| ”          | 松川裕一   | 労金労             |
| ”          | 三谷和也   | 全労済労           |
| 顧問       | 山城博治   | 社民党（常任幹事） |

## 加盟団体
サイトより
- 全日本自治団体労働組合沖縄県本部
- 沖縄県教職員組合
- 沖縄県高等学校・障害児学校教職員組合
- 沖縄国家公務員労働組合
- 日本私鉄労働組合総連合会沖縄県連合会
- 全日本港湾運輸労働組合
- 沖縄県マスコミ労働組合協議会
- フード連合沖縄地区協議会
- 沖縄県第一次産業関連労働組合連合
- 社会民主党沖縄県連合
- 沖縄社会大衆党
- 全水道沖縄企業局水道労働組合
- 沖縄労働金庫労働組合
- 政府関係法人労働組合連合沖縄地方連絡会議
- 全農林沖縄
- 林野労組沖縄分会
- 全自交沖縄自動車交通労働組合
- 全労済労働組合九州総支部沖縄支部
- 日本放送協会集金労働組合沖縄支部
- 官公労共済労働組合
- I女性会議沖縄県本部
- 琉球大学学生会
- 沖縄県原爆被爆者協議会

幹事および支援団体には、社会民主党・自治労・国公労・沖縄県教職員組合・高等学校教職員組合・沖縄社会大衆党等が名前を連ねる。官公労共済会館に連絡先を置いており、闘争目標として護憲・反基地・反安保・反自衛隊および反核・原水禁・被爆者支援などを掲げるほか、部落解放同盟と連携した反差別国際運動なども展開している。
杉田水脈は、この団体の構成員の多くが社民党であり、代表の山城の後援会の活動資金の多くが「社民党からの寄付」で運営されていると述べている。

## 活動
官公庁や教育機関を活動の拠点としているため、役場や学校などには必ずポスターが貼られている。またマスコミ労協（沖縄県マスコミ労働組合協議会）が組織幹部として参加しているため県内マスコミへの影響力も強く、この団体の主張や運動方針が「沖縄県民の総意」と称して報道されることも多い。
通常は沖縄における反米・反基地・軍備増強反対・自衛隊糾弾・教科書問題などについて、ポスター・ビラ・声明文・要請文・琉球新報や沖縄タイムスの記事などを通して「県民の怒り」を訴えるほか、デモや座り込み、航空機の航路妨害など米軍や自衛隊に対する抵抗運動を実施している。また、加盟組織の活動家育成と組織強化の一環として、平和ガイドの認定や養成講座の開催なども行っている。
2008年11月、長年行動を共にしていた全駐留軍労働組合沖縄地区本部は、当センターに対して活動脱退を通知している。基地撤去など反基地運動に対して「米軍再編に対し不安の声がある」「基地がなくなれば仕事がなくなる」など抵抗があること、センターの活動方針が一般市民の理解を得るのが困難になってきたことなどを理由として説明している。
2021年9月10日、議長だった山城博治氏は同団体の議長職を退任し、顧問として就く。また共同代表と言う形で4名が役員改選を経て就任している（ただし、議長職は残したまま不在である）。